# San Matías (Santa Cruz)
San Matías é um município boliviano, capital da Província de Ángel Sandóval, situada no departamento de Santa Cruz. Perto da fronteira com o Brasil, tem uma população de 5.370 habitantes (Censo 2001).

## Economia
Está a cerca de 800 km de Santa Cruz de la Sierra. A cidade mais próxima comercialmente é Cáceres, no Brasil, distante 101km pela Rodovia BR-070.
San Matías tem potencial turístico por conta do Pantanal.